# احمدرضا گرشاسبی
احمدرضا گرشاسبی فارغ‌التحصیل کارگردانی سینما از دانشگاه هنراست. وی فعالیت سینمایی خود را در سال ۱۳۶۵ با کارگردانی فیلم کوتاه آغاز کرد. او مدیریت مؤسسه «ژرفا فیلم» را عهده‌دار است.

## زندگی
متولد ۱۳۳۶ دزفول. وی فارغ‌التحصیل رشتهٔ سینما در سال ۱۳۶۷ می‌باشد. در سال ۱۳۵۵ جهت تحصیل در رشتهٔ جامعه‌شناسی به ایالات متحده آمریکا رفت ولی در سال ۱۳۵۷ به ایران بازگشت و در سال ۱۳۵۸ در رشتهٔ جامعه‌شناسی دانشگاه تهران پذیرفته شد. با بازگشایی دانشگاه‌ها در سال ۱۳۶۲, پس از تغییر رشته وارد دانشگاه هنر شد و در سال ۱۳۶۷ در رشتهٔ سینما فارغ‌التحصیل شد. همچنین یک دورهٔ آموزش فیلمسازی در مرکز اسلامی آموزش فیلمسازی و یک دورهٔ یکسالهٔ فیلمسازی در جهاد دانشگاهی دانشکدهٔ هنرهای زیبای دانشگاه تهران دیده است. فعالیت فیلمسازی را از سال ۱۳۶۵ با ساخت فیلم کوتاه «فصل شکفتن» شروع کرد. از سال ۱۳۶۶ با کارگردانی فیلم «شرایط عینی» وارد کار در سینمای حرفه‌ای شد. وی عضو گروه کارگردان‌های شبکهٔ دوم تلویزیون می‌باشد. همچنین وی مؤسس دفتر سینمایی «ژرفافیلم» می‌باشد و در آنجا مجری طرح تهیهٔ دو CD عنوان‌های «سینما ۷۶»" و «تاریخ سینمای ایران ۱۳۷۵–۱۳۰۹» بوده است

## فیلم‌شناسی
1. اینجا شهر دیگری است (۱۳۹۰ کارگردان)
2. خط‌ها و سایه‌ها (۱۳۷۷، مشاور کارگردان)
3. غریبانه (۱۳۷۶ همکاری با گروه سازنده)
4. بانی چاو (۱۳۷۴ کارگردان)
5. معلم کوچولو (۱۳۷۳ نیمه‌بلند)
6. امتحان نهایی (۱۳۷۳ نیمه‌بلند)
7. دره هزار فانوس (۱۳۷۲ کارگردان و مجری طرح)
8. دریا برای تو (اپیزود دوم «او منفی» ۱۳۶۹ کارگردان، نمایش داده نشد / نیمه‌تمام)
9. او منفی (۱۳۶۸ کارگردان)
10. شرایط عینی (۱۳۶۶ کارگردان)
11. گرایش (فیلم کوتاه)